# Novatades
Novatades (originalment en castellà, Novatos) és una pel·lícula dramàtica espanyola de 2015 escrita, dirigida i editada per Pablo Aragüés. Es basa en un fet real. S'ha doblat en valencià per a À Punt.

## Sinopsi
Un jove de divuit anys arriba a la Universitat Central de Madrid, sense saber realment que la quintada ja ha començat. Són una sèrie d'humiliacions i vexacions que els "veterans" exerceixen sobre els "principiants".

## Repartiment
- Javier Butler: Álex
- Nicolás Coronado: Estévez
- Lucía Ramos: Carla
- Alejandra Onieva: Gladys
- Jorge Usón: Germán
- Marta Larralde: Carmen
- Emma Suárez: Irene